# 순천군 (1367년)
순천군 이지숭(順川君 李之崇, 1367년 8월 19일 ~ 1419년 6월 28일)은 고려 시대 말기 귀족이며 조선 초기의 왕족 종실이다.

## 생애
1394년 이복 백부 조선 태조 이단(朝鮮 太祖 李旦)으로부터 완성부정(完城副正)에 책봉되었으며 7년 후 1401년 사촌 형 태종 이방원(太宗 李芳遠)으로부터 완성군(完城君)에 진봉되었다가 6년 후 1407년 순천군(順川君)으로 개봉되었다. 그로부터 2년 후 1409년 5월에는 사은사의 지위를 받아 명나라 영락제를 알현하였고 곧바로 조선에 귀환을 한 이후 1411년 5월에는 장생전(長生殿) 수리 공사에 전격 참여하였으며 평양에 있는 이복 백부 선태상왕 태조 이성계(先太上王 太祖 李成桂, 1408년 붕어)의 영전(影殿)을 봉사하여 광연루에 태조의 신주를 봉안하였고 선태상왕 태조의 어진과 조선 창건 개국공신의 영정 제화를 지시하였다.
이후 1413년 4월을 기하여 판공안부사(判恭安府事)에 제수되었으며 판경승부사(判敬承府事)에 보임되었고 이듬해 1414년 1월 지돈녕부사에 이어 1년 후 1415년 12월 판좌군도총제사가 되었으며 이듬해 1416년 판돈녕부사에 보임, 2년 후 1418년 6월을 기하여 판우군도총제사에 보임되었고 이듬해 1419년 2월 하성절사(賀聖節使) 직위를 부여받아 명나라 영락제를 배알하였다. 이어 같은 해 1419년 6월에도 하성절사를 부여받아 명나라 영락제을 배알하여 영락제의 선사품을 조선 세종대왕께 전달한 지 며칠이 지난 뒤 갑자기 병에 걸려 세상을 뜨니 세종 임금은 깊은 애도와 아울러 3일간 조회 중단을 하고 순천군 이지숭의 장례를 후히 치르게끔 하교 및 지원을 하였다.